# Pseudozarba abbreviata
Pseudozarba abbreviata är en fjärilsart som beskrevs av Rothschild 1921. Pseudozarba abbreviata ingår i släktet Pseudozarba och familjen nattflyn. Inga underarter finns listade.